# Heutink
De Heutink Groep is een Nederlandse groep van bedrijven gericht op het leveren van educatieve diensten en materialen voor het onderwijs, met een internationale markt.
Heutink ICT maakt – naast datacenter Previder en ict-bedrijf Winvision – onderdeel uit van Cloudwise, onderdeel van de Odin Groep uit Hengelo, van oprichter Hans Lesscher; algemeen directeur is Rogier Borggreve. In 1998 richtten Heutink en het automatiseringsbedrijf Lesscher IT het bedrijf op. Het is onder meer producent van touchscreens voor in klaslokalen. De markt beslaat Nederland, België en Duitsland. Het IT-bedrijf de Odin Groep is in 2019 verkocht aan de Belgische investeringsmaatschappij Fortino Capital Partners, een private equitypartij uit Antwerpen. Heutink ICT is – met gebruikmaking van de diensten van Previder – leverancier van de onlinedienst Mijn Omgeving Online (MOO), een digitale werkomgeving gecombineerd met sociale media en app-winkel, en van de (daaraan gekoppelde) site van Schoolfolio.
Heutink Projectinrichting bediende dezelfde markt als Stalad onderwijsinrichting. Heutink heeft daarop in 2018 het onderdeel van het failliete Bomefa Groep overgenomen. Het bedrijf produceert het schoolmeubilairmerk V/S.
Heutink Primair Onderwijs is eigendom van Jessica Heutink.
Ook heeft Heutink een webshop Heutink.nl.
Momenteel wordt er hard gewerkt aan een verhuizing naar Nijverdal.

## Geschiedenis
Heutink begon als eenmansbedrijf en is doorgegroeid tot een familiebedrijf met diverse werkmaatschappijen.
Oprichter van het bedrijf Heutink is Reinier Willem Heutink. Hij begon in 1911 een boekhandel in Wierden, later spitste zich het aanbod meer toe op onderwijsmateriaal. In 1959 nam zijn zoon Bertus Heutink de onderneming over. Het bedrijf richtte zich eerst op lagere scholen en verhuisde in 1975 naar Rijssen. In de jaren 80 werd de afzetmarkt uitgebreid met het voortgezet onderwijs, kinderopvang en welzijn. In 2001 ging de leiding over naar dochter Jessica Heutink en schoonzoon Henk Fokke. Het bedrijf ging de digitale onderwijsmarkt op en het verkoopt producten in 44 landen.

## Trivia
- Het bedrijf van timmerman Albert Nienhuis vervaardigt het kenmerkende lesmateriaal voor montessorionderwijs. Heutink is de leverancier van het lesmateriaal.[6]